# Olympichos
Olympichos († vor 201 v. Chr.) war ein Dynast von Karien (an der Südwestküste der heutigen Türkei). Er wird von Polybios als einer der Fürsten genannt, die der Stadt Rhodos nach dem furchtbaren Erdbeben 227/26 v. Chr. mit Geld und Lebensmitteln Beistand leisteten.
Olympichos war der Sohn eines gleichnamigen Vaters. Seine Frau trug den Namen Nikaia. Seine Residenz war möglicherweise in Alinda. Details seiner Regierung sind vor allem durch verschiedene Inschriften überliefert. Demnach herrschte er nach 240 v. Chr. zunächst als Satrap des Seleukidenreichs in Karien. Während der Rebellion des Antiochos Hierax und der erfolgreichen Offensive des Königs Attalos I. von Pergamon um 230 v. Chr. gelang es ihm jedoch, eine unabhängige Herrschaft zu errichten. Um 227 v. Chr. zwang ihn der König Antigonos III. Doson von Makedonien, seine Oberhoheit anzuerkennen, doch behauptete er eine weitgehend unabhängige Position, die in allem der eines Königs glich, außer dem Titel, der in seinem Fall „Stratege des Königs“ (στρατηγὸς τοῦ βασιλέως) lautete. Die Position als Gouverneur von Karien behauptete er auch nach dem Thronwechsel unter dem neuen König Philipp V. Nach 220 v. Chr. wird diese Stellung in mehreren Inschriften der Stadt Mylasa bezeugt. Darin geht es u. a. um einen Streit mit den Rhodiern wegen der Übergriffe eines seiner Unterbefehlshaber namens Podilos. Trotz des ernsthaften Anlasses erweisen ihm dabei sowohl die Rhodier als auch König Philipp den gebührenden Respekt. Bei Ausbruch der Feindseligkeiten zwischen Rhodos und Makedonien im Jahr 201 v. Chr. wird seine Herrschaft nicht mehr erwähnt.